# Kokneses prospekts

La perspective Koknese (en letton : Kokneses prospekts) est une perspective à Rīga en Lettonie.

## Présentation
La perspective Koknese traverse le quartier Mežaparks à Riga. 
Elle commence à l'intersection avec la rue Īšezera iela et se termine à l'intersection avec la Meža prospekts.
Sa longueur totale est de 1 720 mètres.

## Histoire
La rue est construite dans les premières années du XXème siècle sous le nom de rue Ketlera, alors qu'elle était la route principale menant à Ķeizarmež (aujourd'hui Mežaparks).
La rue est alors nommée en l'honneur de Gotthard Kettler, le maître de l'Ordre de Livonie, puis duché de Courlande et Sémigalie. 
Initialement, le tracé de la rue était balisé jusqu'à la rue de Stockholm, après 1910, la rue a été prolongée jusqu'à la perspective Meža (alors Keizara) et elle est devenue la rue principale du Mežapark.
En 1923, elle fut rebaptisée Koknese Prospekt,.

## Bâtiments classés
Dix bâtiments de la Perspective Kokneses sont reconnus comme monuments architecturaux.
- Kokneses prospekts 1 - Immeuble commercial et d'habitation (architecte K. Agte, 1913) - un monument architectural d'importance nationale.
- Kokneses prospekts 15 - Résidence privée (architecte A. Zarins, 1931) - un monument architectural d'importance nationale.
- Kokneses prospekts 18 - Immeuble résidentiel et commercial (architecte H. Rosenbergs, 1934-1936) - un monument architectural d'importance nationale.
- Kokneses prospekts 18A - Clinique de médecine laser.
- Kokneses prospekts 19 - Résidence privée privée (architecte Alfrēds Grīnbergs, 1929).

## Galerie

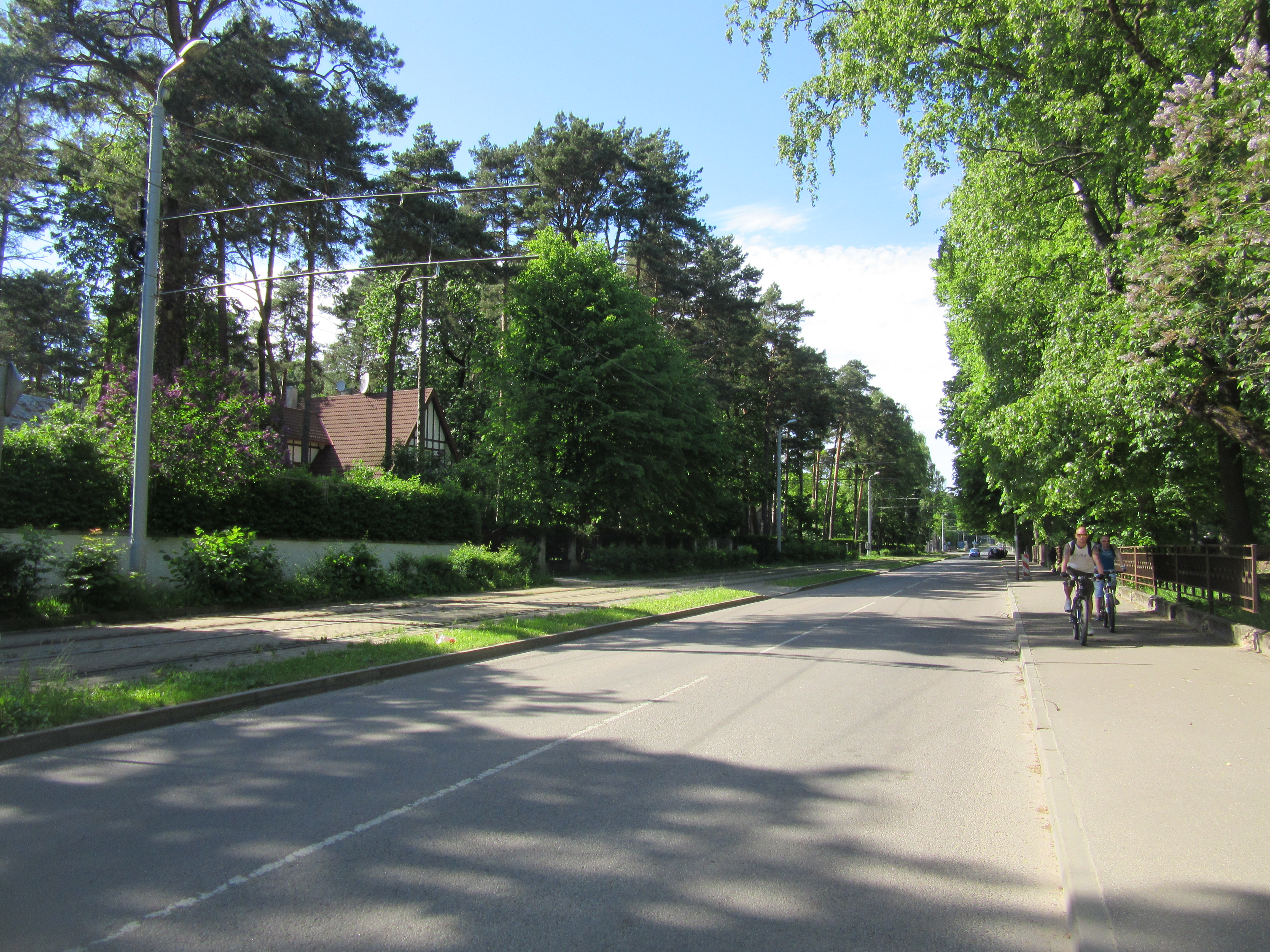
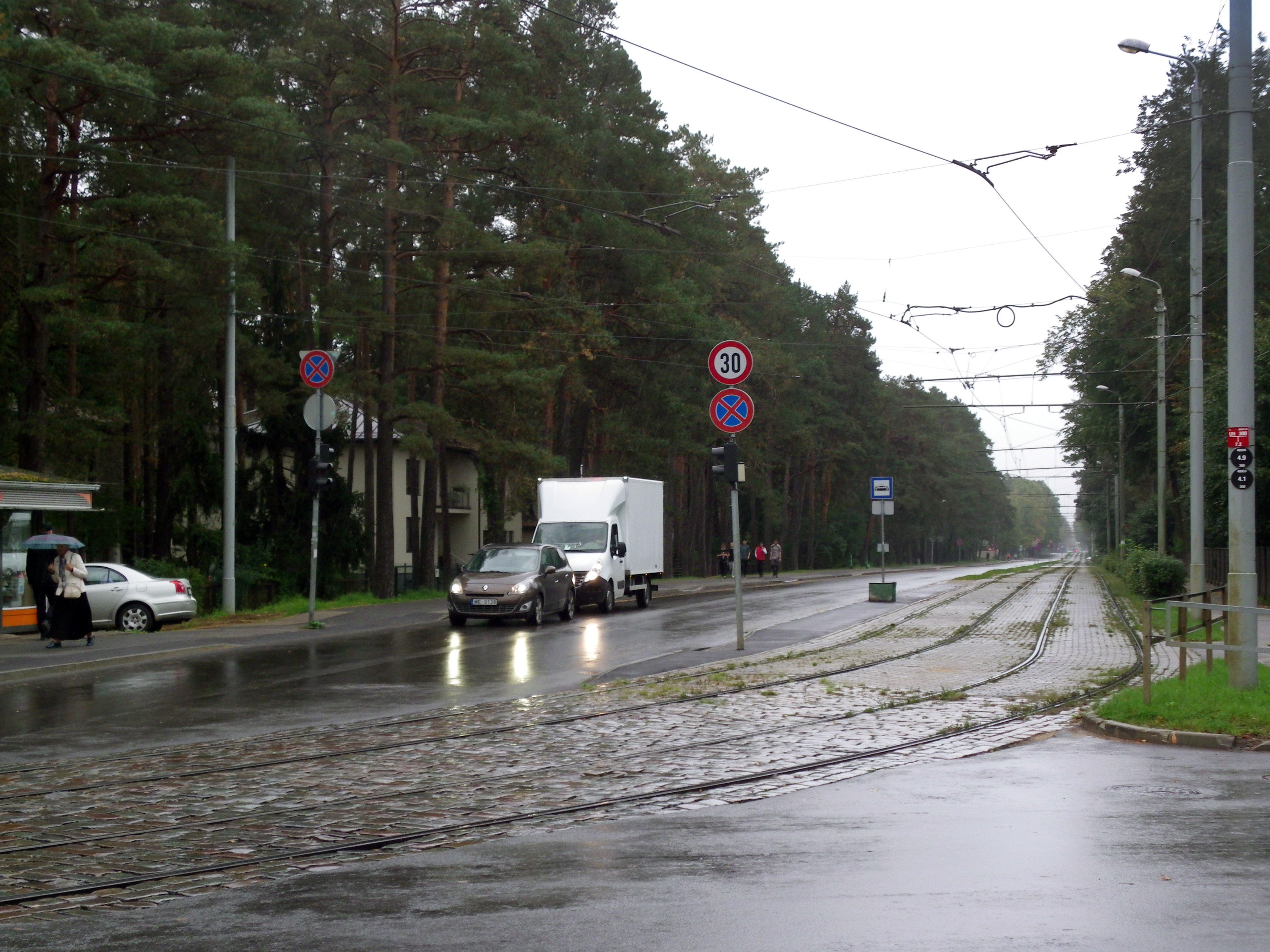
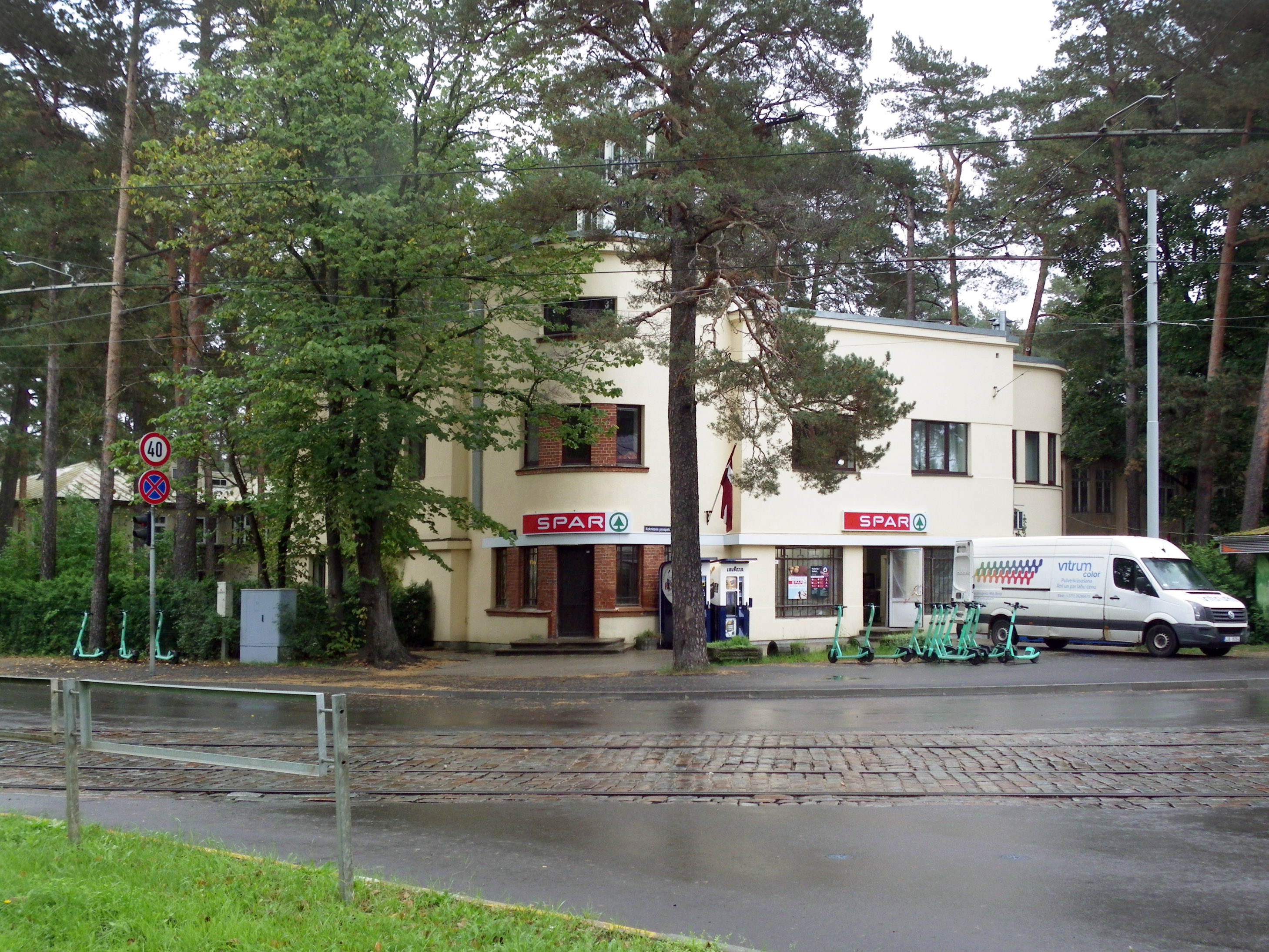

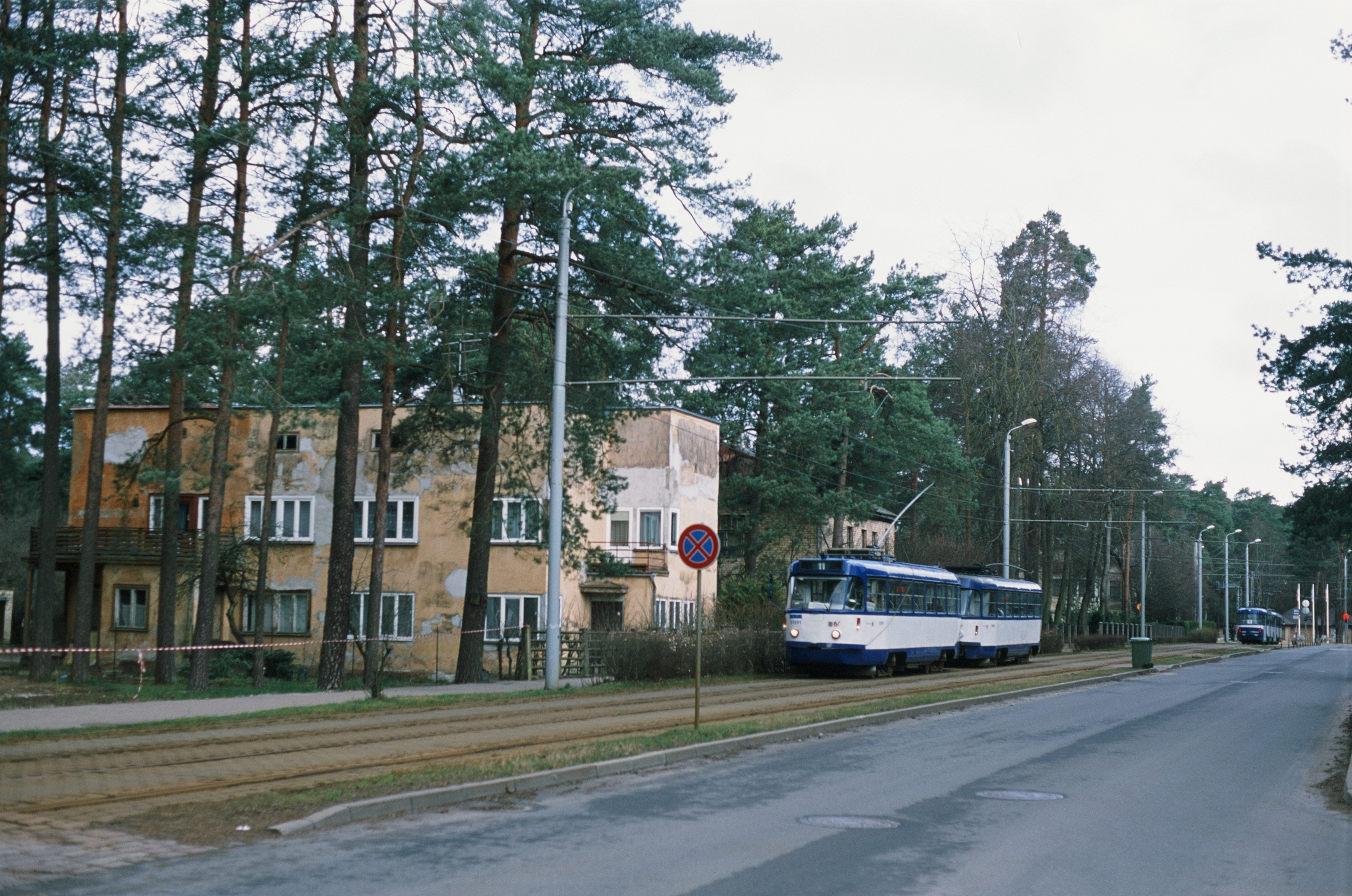
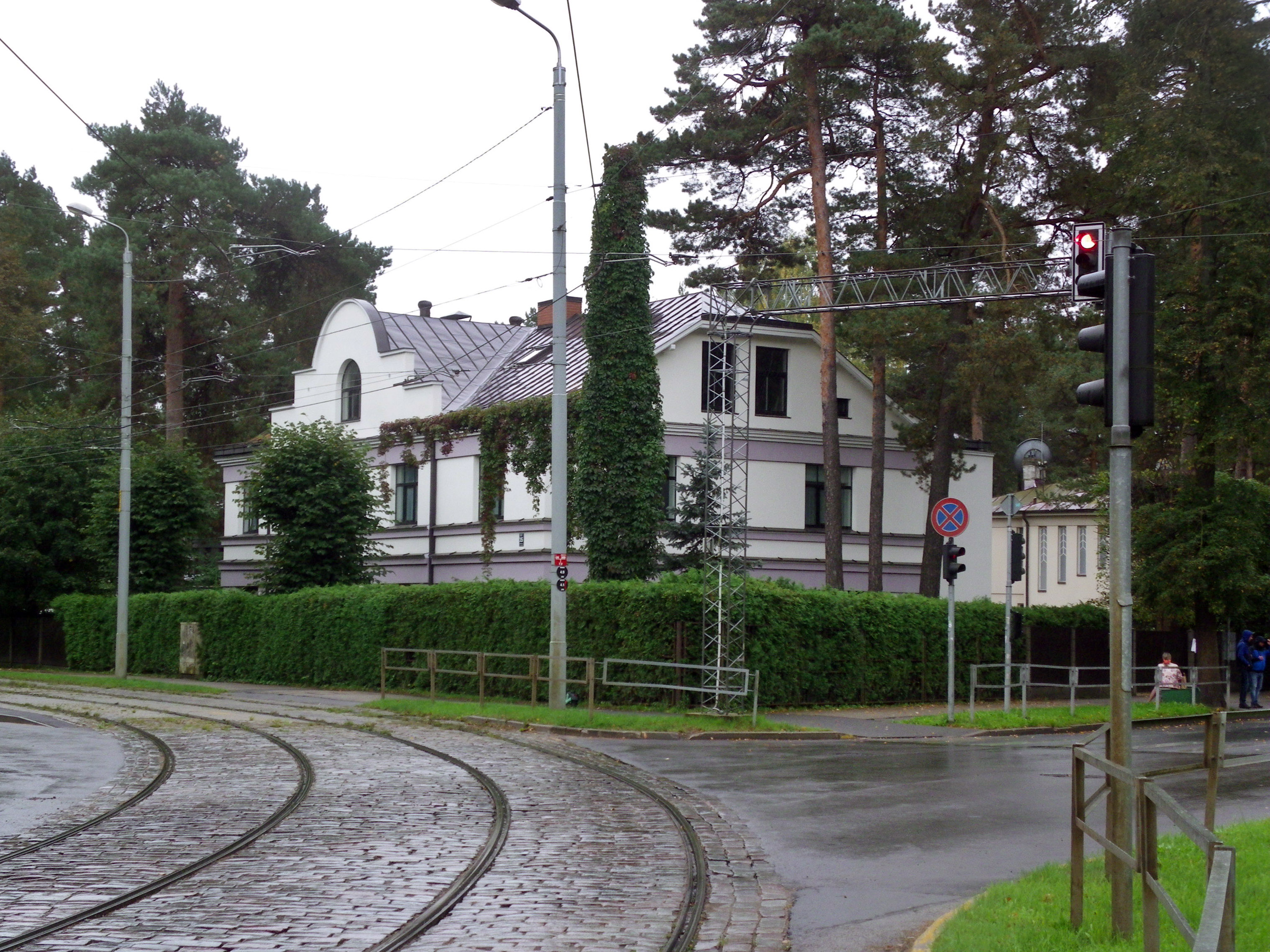
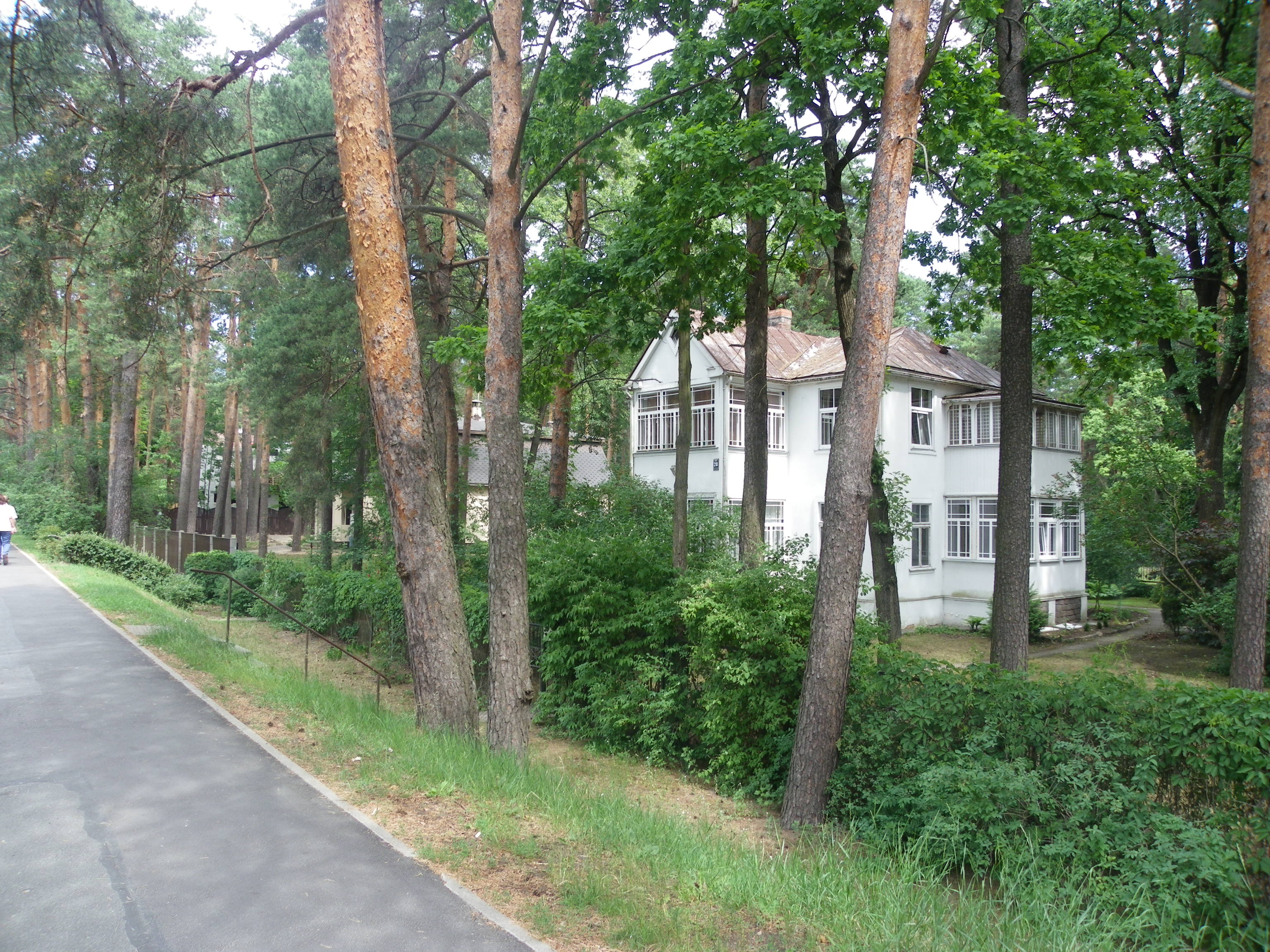